# 竹添進一郎
竹添進一郎（日语：／；1842年4月25日—1917年3月31日） ，日本外交官、汉学家 。漢名漸，字光鴻，號井井。甲申政变时的日本駐朝鮮公使，是一名活躍的漢學家，曾獲日本学士院奖。文学博士学位。

## 生平
竹添出生於肥後國天草（今熊本縣上天草市大矢野町）。其父亲小田順左衛門（竹添筍園）是肥前國島原出身的医生，後來搬家到天草，與美加氏結婚。 
1855年（安政2年）15岁时，拜入儒學者木下韡村門下。他的學業非常優秀，與井上毅和木村弦雄並稱木下門下三才子，三人加上古莊嘉門後又被稱為四天王。
1871年（明治四年）的廢藩置縣導致竹添失業——他在熊本市和玉名市經營私塾。1875年，竹添前往東京。經由勝海舟的介紹，他與駐華全權公使森有礼一起渡海前往清國。他在《棧雲峽雨日記》中描述了他與同行的同鄉津田靜一的旅遊經過。
《棧雲峽雨日記》的內文紀錄了竹添於1876年五月二日從北京啟程出遊蜀地，到八月二十一日抵達上海，這段期間內的見聞，而該書也是日本國內在幕末到明治時代間，具有相當地位之中國紀行作品，並啟發了許多同類型作品的誕生，更成為了該類作品學習效法之對象。 在這段遊歷的過程中，竹添也四處與許多清朝文人以文字進行交流，儘管雙方的語言不通，然透過筆與漢文字做為媒介，雙方仍可透過漢文化做為橋樑進行互動和溝通，並藉此認識到來自不同地域的好友。如他行至蘇州時便特別去拜訪學者俞樾，對方也留下了相關紀錄：
「日本人竹添光鴻，字漸卿，在其國時，即聞余名。及來中土，至西湖精舍見訪，而余已還蘇。因又至蘇寓，過我春在草堂，以詩文見示，并以《棧雲峽雨日記》求序。」
在口語不通的狀況下，兩人便以書寫的方式溝通，對於漢文文學作品進行交流，從書中內文可知兩人相談甚歡，日後依舊持續以書信往來，值得注意的是俞樾十分關切在西方勢力到來東亞之下，日本的國家與社會發展狀況，竹添便答道「聖學洋學，混為一途」，以及日本國內「終不能復昔時之盛」，突顯了日本頗受西化之風的影響，並逐漸產生變化，與過往的日本差異越發巨大，對此相當重視漢文化的竹添並未感到愉悅，反而開始擔心起日本的未來發展，以及文化的改變，俞樾與他抱持著相同的立場，同樣對於西化有些擔憂也對西方勢力的到來感到不滿，因而稱竹添為「彼國有志之士」。尊儒排斥佛道教，並秉持著尊王攘夷思想之竹添， 其對於西方勢力的不信任也可體現在書中的其他部分，如他在抵達河北時，見到當地坐落著好幾棟的教堂，便寫道：
「蓋二京十八省，皆建教場，法郎西國人來駐，教誘袄教，其用心可謂毒矣。」
竹添見到這些教堂後相當感嘆，並認為這些外來宗教對於中原會造成相當大的禍害，過去漢文化的傳統也將被顛覆，並以過去曾發生的數起袄教叛亂為例加強其論述之說服力。這樣的論述也反映了當時東亞漢文化圈的文人與士人，在其政治面的價值觀與認知，就算竹添相對於中國本地士人而言屬於外國人，然而正因為他們皆屬於受漢學教育成長之人，也因此就算來自不同國家，眾人的價值觀與思辯邏輯仍有些一致處，才會對於西方勢力擴張的狀況產生共鳴。
到了清國後，他擔任過天津領事、北京公使館書記官等職位，1882年到朝鮮國接替花房義質任駐朝鮮辦理公使（位在特命全權公使與代理公使之間的常駐外交使節），由於參與甲申政變，後來辭職。
1893年，竹添到東京帝大就任漢文學教授。退休后，他到小田原養老，76岁才過世。次女須磨子與講道館柔道创始人嘉納治五郎結婚。

## 榮譽
- 1917年（大正6年）3月31日 - 從三位，勳三等瑞寶章 [10]